# Vale do Shenandoah

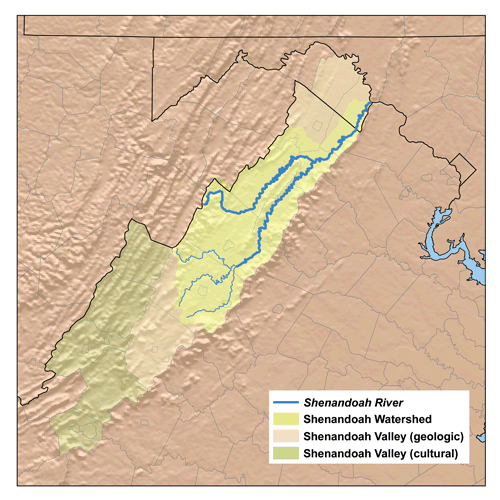
Mapa do vale do Shenandoah.

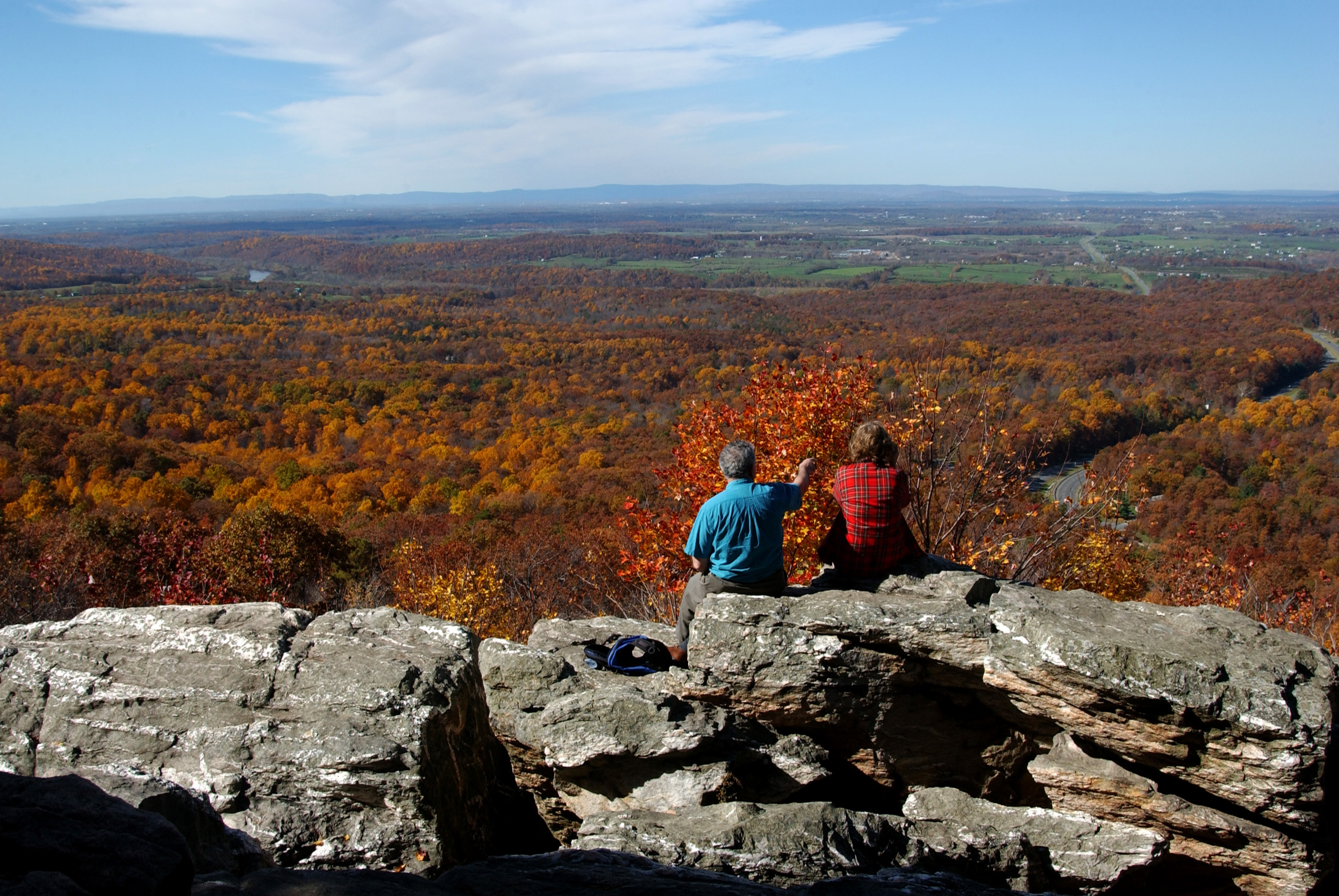
O vale do Shenandoah no outono.

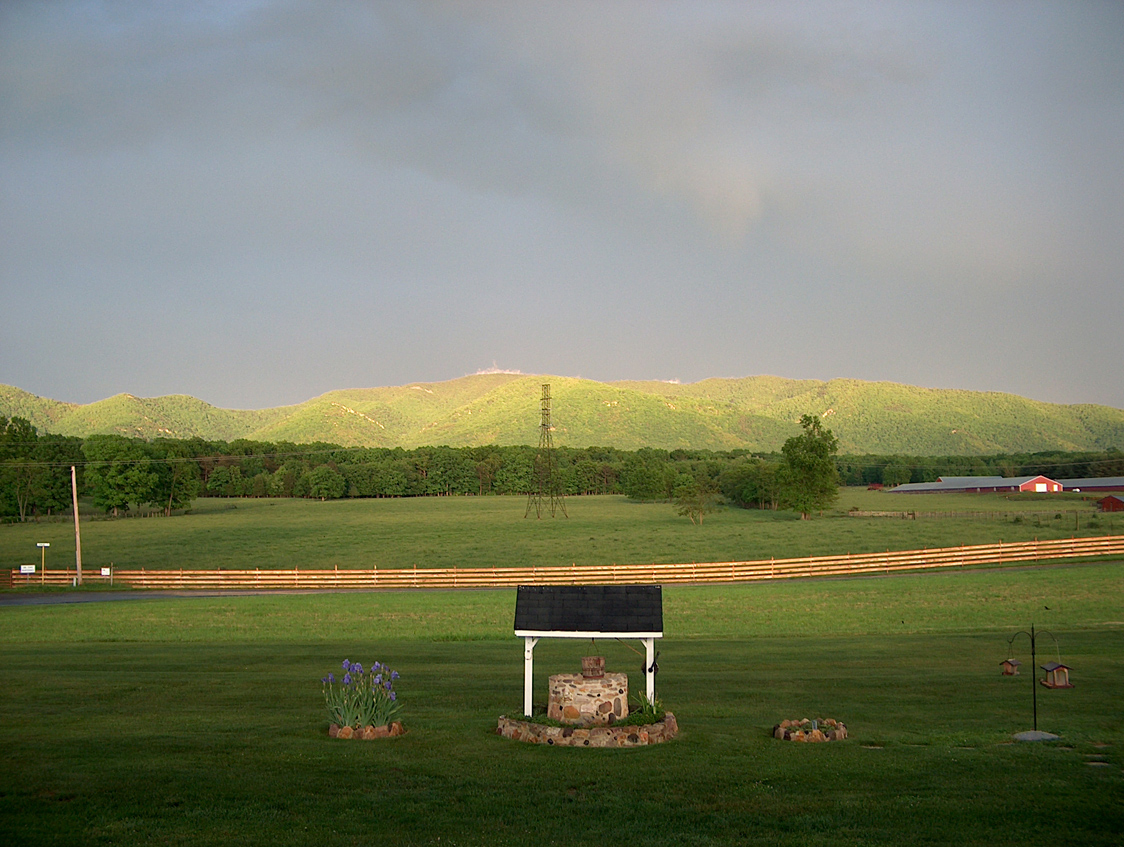
Uma granja com as montanhas Blue Ridge ao fundo.

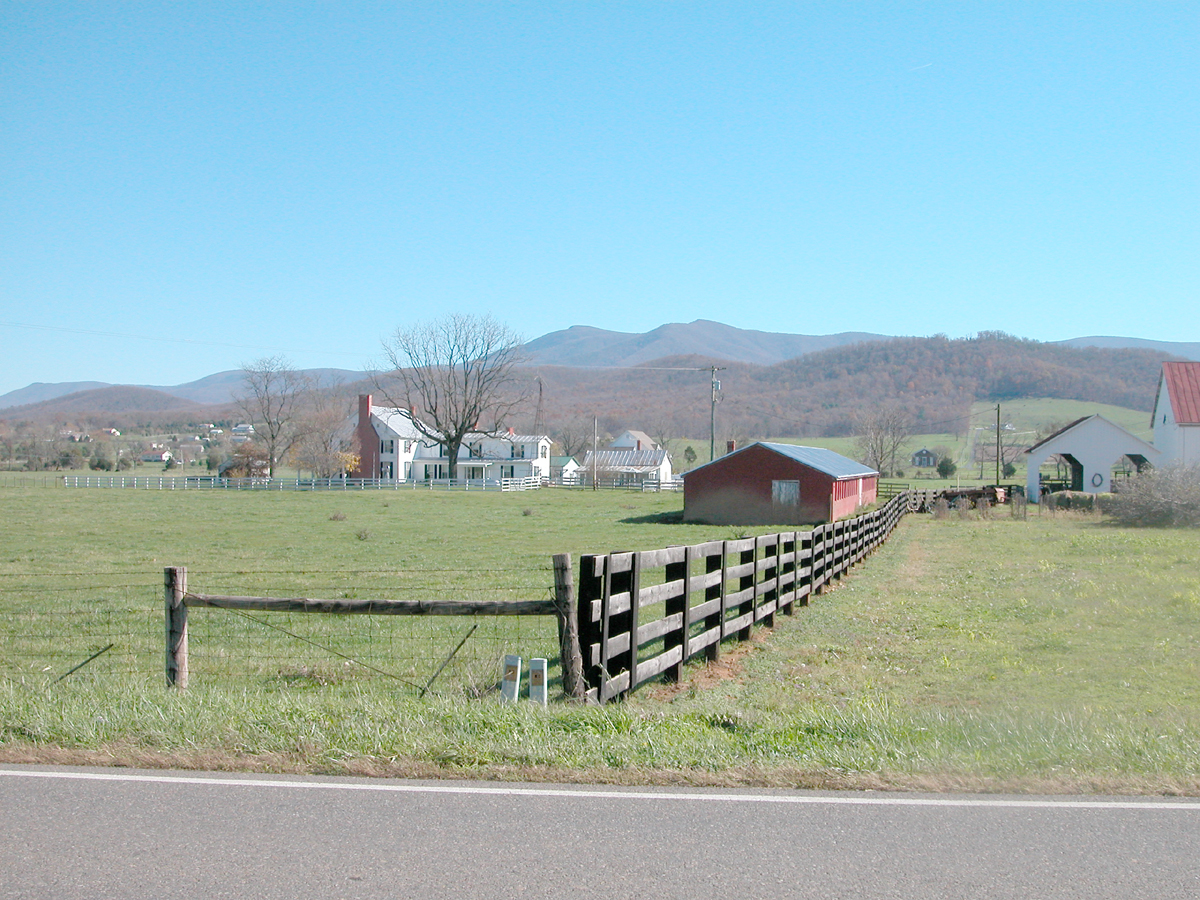
Uma fazenda no fértil vale do Shenandoah.

O vale do Shenandoah é um vale geográfico e também uma região cultural do oeste da Virgínia e da Virgínia Ocidental nos Estados Unidos. O vale é delimitado a leste pelas montanhas Blue Ridge, a oeste, pela frente oriental do Ridge-e-Vale Apalachianos (com exceção da montanha Massanutten), a norte pelo rio Potomac e ao sul pelo rio James. A região cultural abrange uma área maior, que inclui todo o vale mais o planalto da Virgínia a oeste, e o vale do Roanoke ao sul. Está fisicamente localizado no Ridge-e-Vale Apalachianos e faz parte do Grande Vale Apalachiano.

## Geografia
O vale recebe o nome do rio Shenandoah que se estende por grande parte da sua extensão, o vale do Shenandoah abrange nove condados na Virgínia e dois na Virgínia Ocidental.
- Condado de Frederick, Virgínia
- Condado de Clarke, Virgínia
- Condado de Warren, Virgínia
- Condado de Shenandoah, Virgínia
- Condado de Page, Virgínia
- Condado de Rockingham, Virgínia
- Condado de Augusta, Virgínia
- Condado de Rockbridge, Virgínia
- Condado de Berkeley, Virgínia Ocidental
- Condado de Jefferson, Virgínia Ocidental

Além disso, a região cultural também inclui mais cinco condados da Virgínia:
- Condado de Bath
- Condado de Highland
- Condado de Alleghany
- Condado de Botetourt
- Condado de Roanoke

Entre o vale do Roanoke, no sul e a cidade de Harpers Ferry no norte, onde o rio Shenandoah se junta ao Potomac, a região cultural do Vale contém dez cidades independentes:
- Winchester
- Harrisonburg
- Waynesboro
- Staunton
- Lexington
- Buena Vista
- Clifton Forge
- Covington
- Roanoke
- Salem

A seção central do vale do Shenandoah é dividida ao meio pela montanha Massanutten.

### Cavernas notáveis
O vale do Shenandoah contém uma série de geológicas e históricas cavernas calcárias:
- Cavernas Crystal
- Cavernas Skyline
- Cavernas Luray, designadas um National Natural Landmark em 1974
- Cavernas Shenandoah
- Cavernas Endless
- Cavernas Massanutten
- Cavernas Grand, designadas um National Natural Landmark em 1973
- Caverna de Madison, visitada por George Washington; mapeada e publicada por Thomas Jefferson
- Cavernas Dixie

## Etimologia
A palavra Shenandoah é de origem desconhecida dos nativos americanos. Foi descrita como sendo derivada da anglicização de termos nativos americanos, resultando em palavras tais como: Gerando, Gerundo, Genantua, Shendo e Sherando. O significado dessas palavras traz alguma controvérsia. Schin-han-dowi, "rio que atravessa os espruces"; On-an-da-goa, o "rio das montanhas altas" ou "água prateada"; e uma palavra de iroquesa para "campina grande", tem sido proposta por etimologistas nativos americanos. A crença mais popular e romantizada é a de que o nome vem de uma expressão indígena para "linda filha das estrelas".
Outra lenda relata que o nome é derivado do nome do chefe iroquês Sherando (Sherando era também o nome de seu povo), que lutou contra o chefe algonquino Opchanacanough, governante da Confederação Powatan (1618-1644). Opchanacanough gostava tanto do interior do país, que enviou seu filho Sheewa-a-nee, que habitava a região litorânea, com um grande grupo de pessoas para colonizar o vale. Sheewa-a-nee expulsou Sherando para o seu antigo território, perto dos Grandes Lagos. De acordo com esse relato, os descendentes do grupo de Sheewa-a-nee tornaram-se os shawnees. Segundo a tradição, outro ramo de iroqueses, o senedo, viveu no atual condado de Shenandoah. Eles foram exterminados pelos "índios do sul" (cherokees) alguns anos antes da chegada dos colonos brancos.
Outra possibilidade sobre a origem do nome do rio e do vale remete à Guerra Revolucionária. Durante a guerra, o chefe Shenandoah (cujo nome significa "veado") dos oneidas foi fundamental para convencer seu povo a lutar ao lado dos rebeldes americanos. Shenandoah também foi o signatário do mais antigo tratado assinado pelo novo governo dos Estados Unidos em 1794. De acordo com as tradições orais oneidas, durante o rigoroso inverno no vale Forge, o chefe Shenandoah prestou ajuda às tropas rebeldes. Enviou-lhes grande quantidade de milho seco para ajudá-los na sobrevivência devido à falta de alimentos. Juntamente com o milho, uma mulher oneida chamada Polly Cooper permaneceu com as tropas, e os ensinou a cozinhar o milho corretamente. Polly recebeu um xale de Martha Washington como demonstração de agradecimento. Muitos acreditam que o rio Shenandoah e, posteriormente, o vale, foram nomeados por George Washington para homenagear o chefe Shenandoah.

## História
Apesar do potencial do vale em terras produtivas, o assentamento colonial a partir do leste americano foi adiado por muito tempo devido à barreira natural das montanhas Blue Ridge. Elas foram cruzadas pelos exploradores: John Lederer em Manassas Gap em 1671, Batts e Fallam no mesmo ano, e Cadwallader Jones em 1682. Os suíços Franz Ludwig Michel e Christoph von Graffenried também exploraram e mapearam o vale em 1706 e 1712, respectivamente. Von Graffenried relatou que os índios de Senantona (Shenandoah) estavam alarmados pelas notícias da recente Guerra Tuscarora, na Carolina do Norte.
A lendária Expedição dos Cavaleiros da Ferradura de Ouro, do governador Alexander Spotswood, de 1716, cruzou as Blue Ridge em Swift Run Gap e chegou até o rio em Elkton, Virgínia. Os colonos não seguiram imediatamente, mas alguém que ouviu os relatos e mais tarde se tornou o primeiro colono permanente no vale foi Adam Miller (Mueller), que em 1727 reivindicou a posse das terras localizadas na bifurcação sul do rio Shenandoah, perto da linha que atualmente faz divisa entre o condado de Rockingham e o condado de Page.
A Great Wagon Road (mais tarde chamada de Valley Pike (ou Valley Turnpike) começou como a trilha dos Grandes Guerreiros ou estrada indígena, uma estrada nativa utilizada para a prática comum da caça e partilhada por várias tribos que se fixaram em torno da periferia, que incluía as tribos da família linguística dos iroqueses, sioux e algonquinos. Os assentamentos indígenas conhecidos no interior do vale eram poucos, mas incluía os shawnees, que ocupavam a região ao redor de Winchester, e Tuscarora em torno do que é agora Martinsburg, Virgínia Ocidental. Nas décadas de 1720 e de 1730, os quakers e os menonitas começaram a chegar ao vale vindos da Pensilvânia. Eles eram tolerados pelos nativos, enquanto que os "facas longas" (colonos ingleses do litoral da Colônia da Virgínia) eram menos aceitos. Durante estas mesmas décadas, a estrada do vale continuou a ser usada pelas tribos dos senecas (iroqueses) e lenapes vindos de Nova Iorque, Pensilvânia e Nova Jersey para atacar a longínqua tribo dos catawbas, na Carolina do Norte, com quem estavam em guerra. Os catawbas por sua vez, perseguiam os seus agressores em direção ao norte, muitas vezes até que eles ultrapassassem o rio Potomac. Várias batalhas ferozes foram travadas entre as nações em guerra na região do vale, como atestado pelos primeiros colonos europeu-americanos.

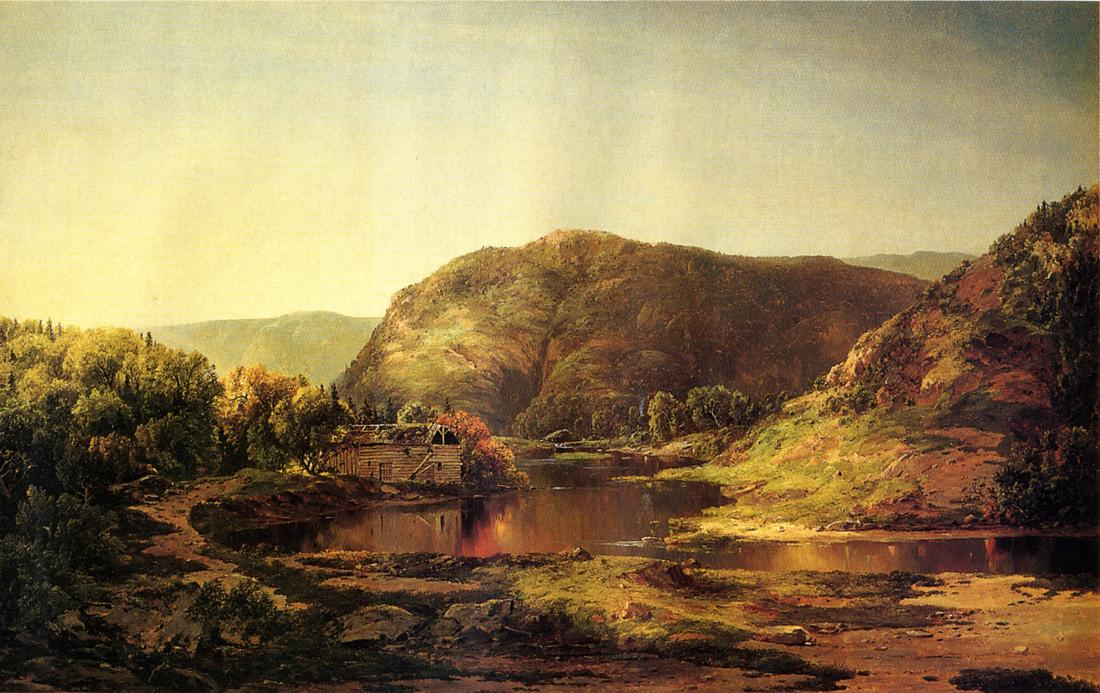
Shenandoah Valley, óleo sobre tela, William Louis Sonntag, 1859 - 1860. Virginia Historical Society.

Mais tarde, os colonos chamaram esta rota de Great Wagon Road; tornou-se a via principal para o deslocamento dos imigrantes por carroças vindos da Pensilvânia e do norte da Virgínia em direção ao sertão da região sul. A Companhia Vale do Turnpike efetuou melhorias na estrada pavimentando-a com macadame antes da Guerra Civil e montou pedágios para cobrar taxas e pagar pelas melhorias. Após o advento dos veículos a motor, a estrada foi aprimorada e pavimentada de forma adequada para sua utilização. No século XX, a estrada foi adquirida pela Commonwealth of Virginia, que a incorporou ao sistema de rodovias estaduais com o nome de U.S. Route 11. Para a maior parte de seu comprimento, a nova Interstate 81, construída na década de 1960, segue paralela à antiga Valley Pike.
Juntamente com os primeiros colonos alemães, conhecidos como "Shenandoah Deitsch", muitos imigrantes escoceses e irlandeses estabeleceram-se na região sul na década de 1730 vindos da Pensilvânia através do vale, via rio Potomac. Os escoceses e os irlandeses compunham o maior grupo de imigrantes das Ilhas Britânicas antes da Guerra Revolucionária, e a maioria migrou para o sertão da região sul. Isso constratou principalmente com os imigrantes ingleses, que se fixaram na região litorânea da Virgínia e no planalto do Piedmont.
O governador Alexander Spotswood firmou o Tratado de Albany com os iroqueses (Seis Nações), em 1721, pelo qual eles concordavam em não utilizar as trilhas a leste das Blue Ridge, em suas expedições guerreiras contra as tribos mais ao sul. Em 1736, os iroqueses começaram a não cumprir o tratado, alegando que eles ainda legalmente eram proprietários das terras a oeste das Blue Ridge; o que levou a um confronto com os colonos do vale em 1743. Como consequência disto, os iroqueses estavam à beira de declarar guerra à Colônia da Virgínia, quando o governador Gooch pagou-lhes a soma de cem libras esterlinas por qualquer terra de colonos no vale que fosse reivindicada por eles. No ano seguinte, no Tratado de Lancaster, os iroqueses venderam todas as terras restantes reivindicadas no vale por duzentas libras em ouro.
O poucos shawnees que ainda residiam no vale repentinamente dirigiram-se para o oeste em 1754, tendo sido abordados no ano anterior por emissários de seus parentes para além dos Alleghanies.
O vale do Shenandoah era conhecido como o celeiro da Confederação durante a Guerra Civil e visto como uma porta de trás para as invasões confederadas de Maryland, Washington e Pensilvânia. Devido à sua importância estratégica, foi palco de três grandes campanhas. A primeira foi a Campanha do Vale de 1862, na qual o general confederado Stonewall Jackson defendeu o vale contra os exércitos da União numericamente três vezes superior. As outras duas foram as Campanhas do Vale de 1864. Primeiro, no verão de 1864, o general confederado Jubal Early libertou o vale de seus ocupantes da União e, em seguida, deu início à invasão de Maryland, Pensilvânia e Washington, D.C. Em seguida, durante o outono, o general da União, Philip Sheridan, foi enviado para expulsar Jubal Early do vale e destruir tudo o que pudesse servir de material de apoio para os confederados, utilizando a tática da terra queimada. O vale, especialmente na parte inferior do norte, foi também cenário de amargas lutas partidárias, uma vez que os habitantes da região estavam profundamente divididos entre os leais à União e aos partisans confederados de John Mosby e seus Rangers, que frequentemente operavam na área.
No final do século XX, as vinhas do vale começaram a alcançar a maturidade. Constituíam a nova indústria do vale do Shenandoah.

## Transportes
O transporte no vale do Shenandoah consiste principalmente do transporte rodoviário e ferroviário e contém várias autoridades de trânsito da região metropolitana. A principal rodovia no sentido norte-sul é a Interstate 81, que é paralela à antiga Valley Turnpike (U.S. Route 11) através de seu curso no vale. Na parte inferior do vale, no lado oriental, a U.S. Route 340 também segue no sentido norte-sul, a partir de Waynesboro no sul, atravessando o vale Page até Front Royal, e sobre Harpers Ferry, onde ela sai do vale. Importantes rodovias cruzam também o vale no sentido leste-oeste fornecendo acesso ao Piemonte e às montanhas Allegheny. Partindo do norte, estas rotas são: U.S. Route 50, U.S. Route 522, Interstate 66, U.S. Route 33, U.S. Route 250, Interstate 64 e U.S. Route 60.
A CSX Transportation opera várias linhas ferroviárias através do vale, incluindo as antigas Baltimore and Ohio Railroad, Manassas Gap Railroad e Virginia Central Railroad. Há também linhas mais modernas que percorrem toda a extensão do vale paralelas à Valley Pike e à U.S. Route 340. As linhas ferroviárias são utilizados principalmente para o transporte de cargas, embora os trens da Maryland Area Rail Commuter (MARC) utilizam a antiga linha B&O das estações em Martinsburg, Duffields, e Harper's Ferry até a Union Station em Washington e vice-versa.
Diversas localidades no vale também operam sistemas de transportes públicos, incluindo a Front Royal Area Transit (FRAT), que fornece durante os dias úteis transporte para a cidade de Front Royal; a Page County Transit, que fornece durante os dias úteis transporte para a cidade de Luray e um serviço durante a semana entre Luray e Front Royal; e a Winchester Transit, que fornece durante os dias úteis transporte para a cidade de Winchester. Além disso, o Shenandoah Valley Commuter Bus Service oferece serviço de ônibus suburbanos durante os dias da semana a partir do norte do vale do Shenandoah, incluindo o condado de Shenandoah e o condado de Warren, até o norte da Virgínia (condado de Arlington e condado de Fairfax) e Washington. Pontos de origem no condado de Shenandoah inclui: Woodstock. Pontos de origem no condado de Warren incluem: Front Royal e Linden.